# Acriotes
Acriotes é um gênero de traça pertencente à família Agonoxenidae.